# 裸頭海蜴魚
裸頭海蜴魚（學名：Aldrovandia phalacra），是輻鰭魚綱背棘魚目海蜥魚科的其中一種，分布於各大洋北緯15°至 45°之間海域，深度500至2300公尺，本魚體細長如鰻魚且側扁，吻尖突出，口下位，尾巴細長，身體淡灰色，頭部銀藍色, 鰓蓋顏色較深，背鰭軟條9-11枚，體長可達50公分，棲息在大陸棚及大陸坡，為深海魚類，屬肉食性，以端足類、多毛類、糠蝦等為食，成熟雄魚有增大的鼻孔,前鼻孔是黑色與管狀，生活習性不明，無經濟價值。